# Sajjad Ganjzadeh
Sajjad Ganjzadeh (en persan : سجاد گنج‌زاده) est un karatéka iranien né le 4 janvier 1992 à Téhéran. Spécialiste du kumite, il est trois fois champion du monde par équipe et une fois en individuel avant de devenir le premier champion olympique des poids lourds aux Jeux olympiques d'été de 2020 à Tokyo.
Il est médaillé de bronze en kumite individuel des plus de 84 kg aux Championnats du monde de karaté 2023 à Budapest.